# 海底六万哩
『海底六万哩』（かいていろくまんまいる、かいていろくまんり、20,000 Leagues Under the Sea）は、1916年に公開されたアメリカ合衆国のSF映画。サイレント。監督はスチュアート・ペイトン。原作はジュール・ヴェルヌの『海底二万里』だが、『神秘の島』の要素も加えられている。
2016年、アメリカ議会図書館は「文化的、歴史的、審美的に重要」なものとして本作をアメリカ国立フィルム登録簿に保存した。
2009年、有限会社フォワードは『海底6万マイル』と改題してDVDをリリースした。

## あらすじ
"海の怪物"の調査のためにアメリカ海軍はエイブラハム・リンカーン号を派遣する。怪物の正体は潜水艦ノーチラス号だった。交戦の結果、乗船していたフランス人教授ピエール・アロナックス、その娘、銛打ちのネッド・ランドなど4人が海に投げ出される。4人はノーチラス号に救助されたが、ネモ船長の捕虜となる。
同じ頃、ボンド大尉たち北軍の斥候たちの乗った気球が風に流され、ノーチラス号の近くの神秘の島に不時着する。その島には野生児の娘がいた。
娘は実はネモ船長の生き別れの娘だった。インド王子だったネモ船長は、チャールズ・デンバーによって妻を殺され、娘を奪われた。デンバーは娘を島に置き去りにし、彼女は自然の中で成長したのだった。
そのデンバーが娘の様子を見にヨットで島に戻ってくる。ネモ船長は魚雷でデンバーのヨットを破壊し、復讐を果たす。ネモ船長は娘と再会を果たした直後、死ぬ。海底で葬儀が行われ、ノーチラス号は深海に沈められる。

## キャスト

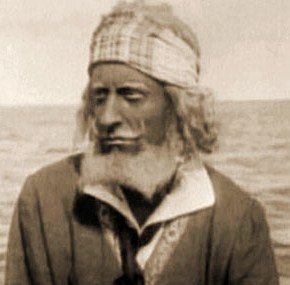
アレン・ホルバー
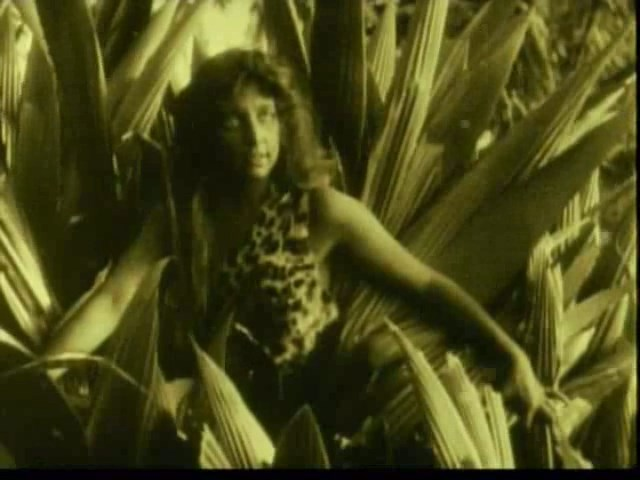
ジェーン・ゲイル

- ネモ船長：アレン・ホルバー
- 野生児の娘：ジェーン・ゲイル（英語版）
- ボンド大尉：マット・ムーア（英語版）
- チャールズ・デンバー：ウィリアム・ウェルシュ（英語版）
- ネッド・ランド：カーティス・ベントン
- アロナックス教授：ダン・ハンロン
- アロナックスの娘：エドナ・ペンドルトン

## 制作
この映画は水中で撮影された最初の映画である。撮影はバハマのウィリアムソン・サブマリン・フィルム・コーポレーションが担当した。しかし水中カメラは使用せず、防水チューブと鏡を使って、日光が差す浅い位置で演じられた水中シーンの鏡像を撮影した。
製作したユニバーサルだが、当時はユニバーサル・フィルム・マニュファクチュアリング・カンパニーという社名でまだメジャーではなかった。しかし、革新的な特殊技術、ロケーション撮影、大規模なセット、エキゾチックな衣装、帆船、航行可能なノーチラス号の実物大の甲板部などに惜しみなく金をつぎ込んだ。製作期間は2年、製作費50万ドルかかった。しかし、製作費が高すぎて利益をあげることはできなかった。